# Чоппер (мотоцикл)
Чо́ппер (англ. chopper) — тип мотоцикла, который появился в Калифорнии в конце 1950-х годов. Он отличается радикально изменёнными углами поворота руля и удлиненными вилками, что делает его более вытянутым. Они могут быть построены из оригинального мотоцикла, модифицированного или построенного с нуля. 
Главная особенность чопперов - больший комфорт при многочасовой езде на большие расстояния (по сравнению с обычными мотоциклами). Нередко вместо обычного сиденья устанавливается кресло, или мотоциклетное сиденье с поддержкой нижней части спины, что даёт возможность принимать позу с наклоном спины назад. Длинная колесная база обеспечивает больший комфорт, угол наклона вилки, доходящий до 70°, даёт отличный эффект автоподруливания. За счёт большого угла наклона длина вилок иногда составляет 1,5 м и более. Установка передних амортизаторов при такой длине затруднена, поэтому они нередко заменены однорычажной пружинной подвеской. Задняя подвеска обычно отсутствует (хардтейл-рама). С целью придания агрессивного внешнего вида передняя часть нередко завышена, часто диаметр передних колес больше задних. Сзади обычно устанавливается длинный (до 1,5 м), сильно наклоненный рамный багажник, который также может служить спинкой сиденья, на  который навьючиваются палатки, дорожные сумки, спальные мешки. Развитая выхлопная система - не случайность: за счёт длинного выхлопа обеспечивается более высокое шумоглушение и мелодичный звук двигателя.
Известные примеры чопперов —  специальные исполнения мотоциклов Harley-Davidson "Капитан Америка " и «Байк Билли», показанные в фильме 1969 года Беспечный ездок.

## История
Слово «чоппер» дословно означает «обрубок» - это прозвище первоначально закрепилось за кустарно переделанными серийными мотоциклами , с удлинённой рамой и передней вилкой[en]. Мотоциклы со стандартными рамой и вилкой, таким образом, называют стоковыми. Предшественниками чопперов были серийные мотоциклы, подвергшиеся переделке для уличных гонок — «бобберы» (англ. bob — короткая стрижка, дословно «обрезок»). Бобберы имели максимально облегчённую конструкцию - снималось переднее крыло, иногда передний тормоз, часто заднее крыло. Переделка в чопперы гораздо более глубока, т.к. подвергается серьёзной переделке вилка и сама рама. Ставится высокий руль, зачастую достаточно эпатажный (например, «Ape Hangers»), спинка-багажник («Sissy bar»), корни которой происходят от тех же бобберов, вынесенные вперёд подножки для ног мотоциклиста. Типичными атрибутами многих нео-чопперов также являются задний «каток» (колесо с шинами увеличенной ширины), жёсткая (hardtail) рама без задней подвески, также специально изготовленные бензобаки каплевидной, гранёной (diamond tank) или «гроб» (coffin tank) и неизменное обилие хромированных деталей. Чопперы впервые появились в США в 1950-х годах. Поначалу их делали энтузиасты на базе серийных мотоциклов «Харлей-Дэвидсон» и «Indian», также каноничными считаются 2-цилиндровые рядные моторы «B.S.A» и «Triumph». Одним из образцов раннего чопперостроения является мотоцикл «Капитан Америка» (на деле модифицированный Harley Davidson FL,модель 1951 года), показанный в фильме «Беспечный ездок», на котором ездил Питер Фонда.
В России энтузиасты часто делают чопперы из советских мотоциклов «Урал», «Днепр», зачастую используя автомобильные двигатели от «Оки» и «Запорожца», последние получили  название «ЗАЗоциклы».
Существует несколько направлений создания чопперов: так называемый «Old School» (старая школа), создание шоу-стопперов, предназначенных больше для различных выставок, чем для ежедневного использования, и современная кастом-школа.
Стиль старой школы отличает практически неизменённый наклон рулевой колонки, «рогатый» руль, бак-капля и задние колеса стандартной размерности. Для стиля старой школы также характерны специфические приёмы окраски в виде различных геометрических узоров из тонких пересекающихся линий, так называемый «пинстрайпинг».
Шоу-стопперы разнообразны по дизайну, и их создание прежде всего преследует цель продвинуть имя создателя (фирмы или одиночки) и привлечь внимание к своим работам. Созданием шоу-стопперов в США занимаются Арлен Несс и семья Тейтелов (фирма Orange County Choppers), ведущая также цикл передач American Chopper на канале Discovery Channel.
Современную американскую кастом-школу отличает использование рамы мотоцикла без задней подвески или имитации отсутствия таковой, узкого переднего колеса большого диаметра (19−23 дюйма) в сочетании с широким задним колесом 16−20 дюймов в диаметре и 230−330 мм шириной. Эти конструктивные особенности дополняются сильно увеличенным наклоном рулевой колонки, что существенно удлиняет базу мотоцикла и придаёт ему уникальный и легко узнаваемый вид. Также в последние несколько лет при создании чопперов вместо цепных применяются приводы задних колес широким зубчатым ремнем (так называемые open belt system).
Одними из самых известных строителей чопперов являются: Рассел Митчел (Exile Cycles), Скотт Гиллен, Джесси Рук.
В России был создан близкий к чопперам серийный мотоцикл «Урал-Волк» (выпускался с 1999 по 2011 год).